# Ариас, Науэль
Оскар Науэль Ариас (исп. Oscar Nahuel Arias; род. 2 января 2005, Буэнос-Айрес) — аргентинский футболист, защитник клуба «Сан-Лоренсо».

## Клубная карьера
Ариас — воспитанник клуба «Сан-Лоренсо». 5 февраля 2024 в матче против «Униона Санта-Фе» он дебютировал в аргентинской Примере.